# Coupe attribuée à Macron
La coupe attribuée au peintre Macron conservée au musée Saint-Raymond de Toulouse est un vase à boire à figures rouges de la Grèce antique illustrant le thème festif du symposion.

## Historique de l'œuvre
La coupe attribuée à Macron aurait été tournée vers 480-470 av. J.-C. par le potier Hiéron et décorée par Macron, peintre attique actif dans le premier quart du Ve siècle av. J.-C. à la fin de la période rouge archaïque. 
De provenance inconnue, il a appartenu à la collection de Giovanni Pietro Campana acquise par l'État en 1862 et dont un ensemble de 87 objets fut déposé en 1863 au musée Saint-Raymond. Il fait partie des biens de l'État transférés aux musées de France conformément à l'arrêté du 4 février 2004,.

## Description

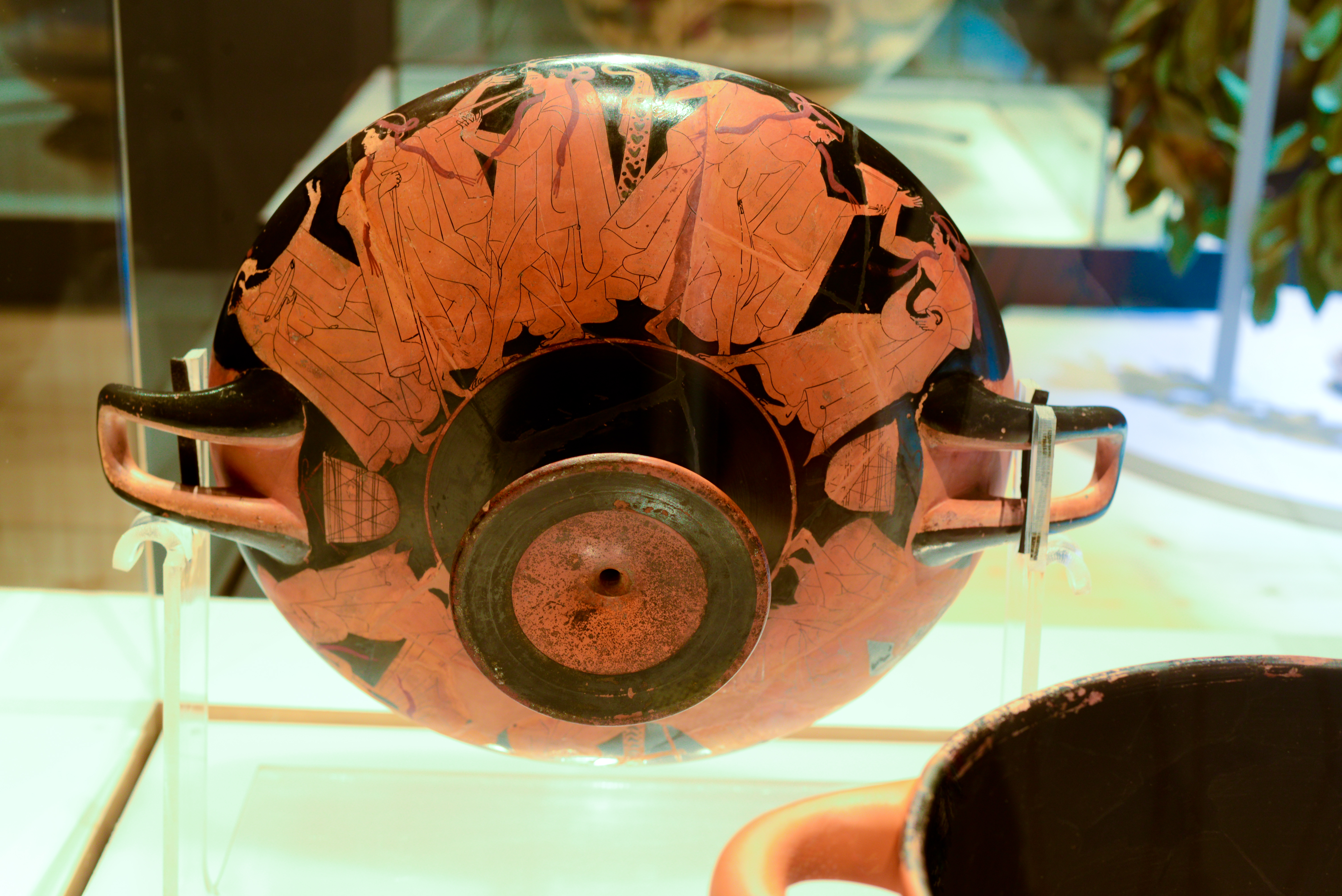
Scène de kômos.

La coupe attribuée à Macron est une coupe à courbure continue dont la vasque est large et peu profonde, l'ensemble faisant 9,4 centimètres de haut et 34,8 centimètres de diamètre avec les anses. Elle est en terre cuite peinte selon la technique des figures rouges avec des rehauts rouge foncé et un dessin au trait noir.  
Le décor extérieur représente une scène de komos : un cortège de dix hommes participant à un banquet, ou symposion, sont guidés par un homme plus âgé (komaste) et accompagnés d'un joueur d'aulos. Chaque convive représenté en mouvement porte un vase du service du vin : coupe, skyphos ou kéras. Ils sont vêtus d'himations ouverts qui laissent apparaître leur anatomie. Leurs têtes sont ceintes d'une bandelette selon la coutume afin de limiter les effets du feu dionysiaque.

« Son front était serré d'un bandeau, pour se garantir des maux de tête causés par l'excès du vin. »

— Diodore de Sicile, IV, 4
À l'intérieur le médaillon central illustre une scène de séduction pédérastique, rite de passage dans la Grèce antique au cours duquel un adulte transmet à un éphèbe plus jeune les valeurs citoyennes et aristocratiques. Deux personnages se font face : l'éraste dont l'himation est ouvert en signe de séduction et l'éromène, plus petit et enveloppé dans son vêtement.
Le traitement des plis et des drapés sur la frise extérieure permettent d'attribuer la coupe au peintre Macron.

## Contextes
Les vases à boire de ce type étaient utilisés dans le cadre du symposion, dans le deuxième temps du banquet après le repas au moment où les convives partagent le vin, selon des pratiques fortement ritualisées. 

## Restaurations

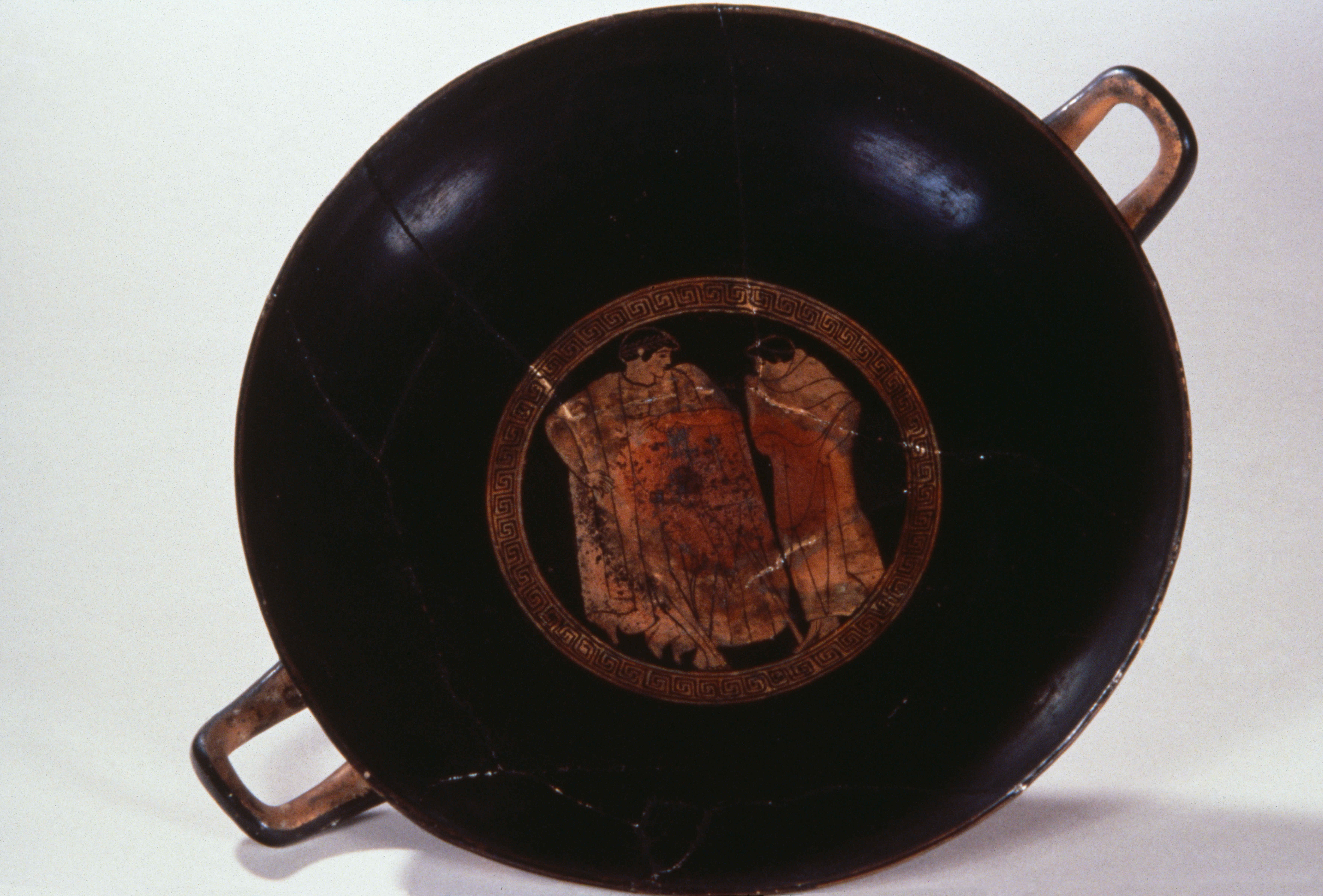
La coupe avant la restauration de 1992.

Au XIXe siècle il était fréquent de restaurer les vases en y intégrant des pièces provenant d'autres céramiques et en maquillant les cassures sous des repeints.  
La restauration entreprise sur ce vase en 1992 a permis de découvrir lors de son démontage et nettoyage que les repeints masquaient la présence d'un fragment ne lui appartenant pas. Le fragment d'origine, représentant un joueur de flûte situé au dessus de l'anse gauche, a pu être retrouvé parmi les collections du musée du Louvre et assemblé à la coupe impliquant son dépôt au musée Saint-Raymond . D'autre part, le tesson retiré du vase et attribué au Peintre de Stieglitz, a pu retrouver sa coupe d'origine conservée au Louvre. 
Si la restauration complète du vase lui a redonné son aspect d'origine et une meilleure lisibilité iconographique, elle n'a pas permis d'expliquer les altérations du vernis noir, ni la présence de la trace rouge foncé sur le médaillon central.